# Canadienses de Asia del Sur
Se denominan canadienses de Asia del Sur o canadienses sudasiáticos a los ciudadanos canadienses que tienen sus orígenes en Asia del Sur, o que hayan nacido allí, es decir, en países como la India, Pakistán, Bangladés, Sri Lanka y Nepal. En inglés canadiense, el término "asiático" solo se refiere a personas provenientes de Asia Oriental o del Sudeste Asiático, mas no a los de Asia del Sur. Estos últimos, de acuerdo a Estadísticas Canadá, pueden además agruparse de acuerdo a la nacionalidad, como indios, bengalíes o pakistaníes; o a la etnia, como tamiles o guyaratíes.
Para 2011, 1.615.145 "canadienses" tenían ascendencia en el Sur de Asia, constituyendo el 4.8% de la población canadiense y convirtiéndolos en la minoría visible más numerosa en Canadá, seguidos por los chinos y negros respectivamente. Además, son la cuarta parte de las minorías visibles. Las comunidades más numerosas pueden encontrarse en Ontario, Columbia Británica y Alberta; y nos referimos a áreas metropolitanas, pues estos se encuentran regados principalmente en Toronto (834.000), Vancouver (252.000), Calgary (85.000), Montreal (79.000) y Edmonton (61.000).

## Historia

### Primera mitad delsigloXX
El primer registro conocido de inmigrantes de Asia del Sur se remonta a 1903, cuando unos sijes panyabíes llegaron a Columbia Británica después de escuchar historias de soldados indios estacionados en Hong Kong, quienes afirmaban que se pagaban salarios altos ahí. Atraídos por estos salarios, más hombres sijes comenzaron a migrar a Columbia Británica, trabajando principalmente en industrias como la minería, la tala y los ferrocarriles. Muchos de estos hombres, que llegaron sin sus familias, se establecieron en Vancouver, Victoria, y lo que ahora es Abbotsford. A finales de 1908, 5.209 habitantes eran inmigrantes de Asia meridional, casi todos sijes establecidos en Columbia Británica. Aunque eran poquísimos, pronto la comunidad sij en Canadá comenzó a enfrentar la discriminación y la xenofobia de los canadienses, similar a lo que los japoneses y chinos estaban soportando entonces. Eso era normal en aquellos tiempos, pues los europeos consideraban a los inmigrantes asiáticos, incluidos los sijes, como una amenaza para la identidad europea de Canadá, ya que Canadá había sido fundado y construido como país blanco. Además, como sucede hoy en día, muchos asiáticos se ofrecían a trabajar por salarios más bajos, lo que amenazaba la seguridad laboral de la mayoría europea de la época. En 1907, el gobierno de Columbia Británica promulgó leyes que limitaban los derechos y privilegios de los inmigrantes de Asia del Sur, las cuales les impedía votar y les denegaba el acceso a cargos políticos, puestos de trabajo en el sector público y otras profesiones. El 8 de enero de 1908, se decretó una ley para evitar que los sijes sigan migrando a Canadá. La ley exigía que las personas que llegaran de Asia meridional debían "venir del país de su nacimiento o ciudadanía por un viaje continuo y/o por boletos comprados antes de salir de su país de su nacimiento o nacionalidad". Esto impidió a los soldados sijes estacionados en Hong Kong y Japón inmigrar a Canadá.
Un ejemplo notable de la indofobia de aquella época fue el incidente del Komagata Maru de 1914. Un inmigrante sij que vivía en Columbia Británica alquiló un buque de vapor japonés, el Komagata Maru, para viajar desde Calcuta a Vancouver. El buque hizo escala en Hong Kong, Shanghái y Yokohama, donde recogió más inmigrantes indios. En total el barco cargaba 376 pasajeros, de los cuales 300 eran sijes, 24 eran musulmanes y 12 eran hindúes. Cuando llegaron a Vancouver, no se les permitió desembarcar cuando varios políticos conservadores como el diputado Henry Herbert Stevens exigieron que no se les permitiese a los indios desembarcar. Finalmente, después de dos meses de estar varado, el buque fue obligado a volver a la India. En 2016, el primer ministro liberal Justin Trudeau pidió perdón a los inmigrantes indios por este incidente.
Este tipo de medidas continuó por lo menos hasta 1947, cuando la mayoría de las leyes anti-indias se abolieron. La comunidad india se redujo a 1.300 para mediados de la década de 1920, y su número se mantuvo insignificante durante las siguientes décadas.

### Segunda mitad delsigloXX
A partir de la década de 1960 se eliminaron las restricciones raciales y nacionales de las políticas de inmigración de Canadá, lo que dio lugar al crecimiento explosivo de la comunidad del sur de Asia. La comunidad canadiense de Asia meridional creció de apenas 6.774 en 1961 a 67.925 apenas diez años después en 1971. Muchos de los asiáticos del sur que llegaban durante los años 60, 70 no eran directamente de Asia meridional sino de África del sudeste. La discriminación en muchos países africanos de los Grandes Lagos como Kenia, Uganda y Tanzania contra los indios estaba creciendo como resultado de su estatus como una minoría dominante del mercado. Esto es cuando un grupo minoritario controla un segmento desproporcionadamente grande de la economía debido a su sobrerrepresentación en los negocios y educación superior a la media. Un incidente notable de esto fue la expulsión del dictador ugandés Idi Amin de 80.000 indios ugandeses como parte de su guerra económica, para permitir a los africanos ugandeses recuperar el control de la economía de los países. Como resultado, casi 20.000 indios huyeron a Canadá, algunos directamente, otros después de establecerse temporalmente en otras naciones en África. Eventualmente crecieron hasta convertirse en la primera comunidad no-sij de Asia meridional en Canadá. La novela de Shenaaz Nanji nominada al Premio del Gobernador General, Child of Dandelions, trata sobre la expulsión de indios de Uganda y su inmigración a Canadá.
Por esos tiempos, indios del Caribe, principalmente de Guyana y Trinidad y Tobago, y de Fiyi comenzaron a inmigrar a Canadá también, estableciéndose principalmente en Toronto. Muchos de estos asiáticos del sur eran los descendientes de trabajadores contratados que fueron traídos por el gobierno británico colonial sustituir a esclavos negros en las plantaciones. Después de completar sus condiciones de trabajo, la mayoría permaneció en estos países. Muchos de los inmigrantes que llegaron desde el Caribe, los Grandes Lagos de África y Fiyi eran profesionales que al llegar a Canadá trabajaron en el sector de servicios o comenzaron sus propios negocios, a diferencia del sector industrial en el que trabajaban los primeros sijes.
A partir de la década de 1980, los asiáticos del sur que llegaban directamente del subcontinente indio comenzaron a aumentar notablemente también. En 1985, alrededor de 15.000 inmigrantes llegaron de Asia del Sur anualmente, en 2012 ese número estaba en 46.000 anual. Además están los asiáticos del sur que llegan de otras partes del mundo, como los países del Golfo, el Caribe, los Grandes Lagos de África y Fiyi. Como resultado, la comunidad del sur de Asia comenzó a formar enclaves en crecimiento, particularmente en el área de Vancouver y Toronto. Algunas áreas notables son Gerrard Street, Brampton y varios vecindarios en Mississauga, Scarborough, Markham y Etobicoke en el área de Toronto. En la Columbia Británica destacan los distritos como Surrey y Abbotsford.